# 1995 YF
1995 YF är en asteroid i huvudbältet som upptäcktes den 17 december 1995 av den japanska astronomen Takao Kobayashi vid Ōizumi-observatoriet.
Den tillhör asteroidgruppen Nysa.